# Brives-Charensac
Brives-Charensac is een gemeente in het Franse departement Haute-Loire (regio Auvergne-Rhône-Alpes). De gemeente telde 4.242 inwoners op 1 januari 2022. De plaats maakt deel uit van het arrondissement Le Puy-en-Velay.
Brives ligt op de rechteroever van de Loire en Charensac op de linkeroever. Tussen beide dorpen lag er een tolbrug. De oude tolbrug uit 1209 telde negen bogen; hiervan blijven enkel twee bogen over. Deze brug werd vernield bij overstromingen in 1515, 1559 en 1795. De nieuwe pont Galard werd gebouwd tussen 1772 en 1776 en werd genoemd naar de bisschop van Le Puy-en-Velay. Deze brug is 97 meter lang en telt vijf bogen. Verder is er de smalle pont de la Chartreuse, die 136 meter lang is, vijf bogen telt en niet toegankelijk is voor voertuigen.
De beide plaatsen werden in 1839 samengevoegd tot een gemeente. De kerk Notre-Dame de Bon Secours werd gebouwd tussen 1846 en 1853; de kerk kreeg een klokkentoren in 1902.

## Geografie
De oppervlakte van Brives-Charensac bedroeg op 1 januari 2022 4,87 vierkante kilometer; de bevolkingsdichtheid was toen 871 inwoners per km².
De onderstaande kaart toont de ligging van Brives-Charensac met de belangrijkste infrastructuur en aangrenzende gemeenten.

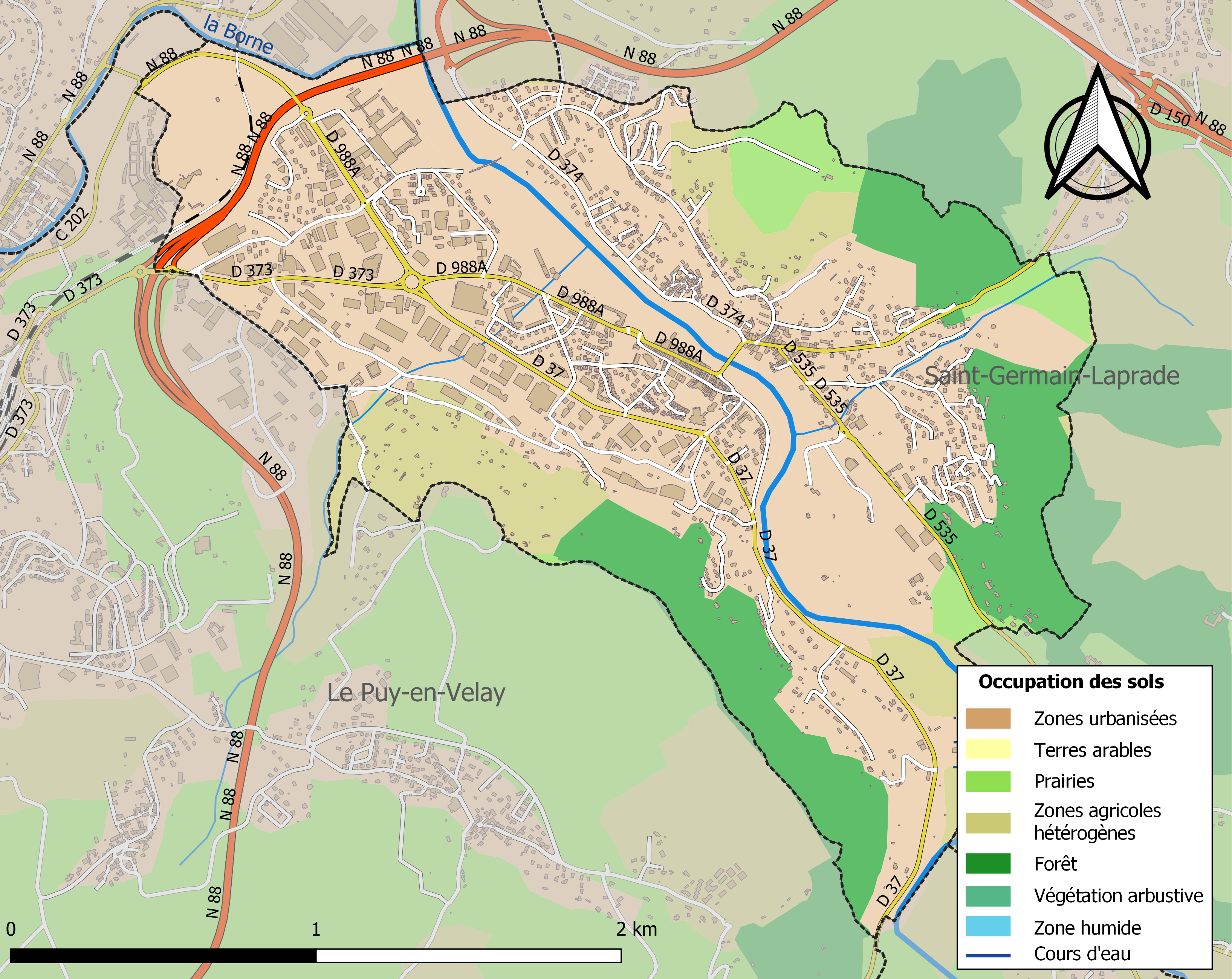

## Demografie
Onderstaande figuur toont het verloop van het inwonertal (bron: INSEE-tellingen).